# Apiculture au Brésil
Le Brésil est l’un des principaux producteurs de miel, avec une production de 50000 tonnes, dont 60% tourné vers l’export, notamment vers les États-Unis. La variété d’abeille dominante est l’abeille africanisée, croisement entre des souches europennes et des souches africaines du type Mellifera Scutellata. 

Les plantes mellifères du brésil les plus notables sont le marmeleiro (Croton hemiargyreus), le Assa-peixe ( Vernonanthura polyanthes), le cipó-uva (Serjania lethalis), le Aroeira (Myracrodruon urundeuva) et le Capixingui  (Croton floribundus). Du fait de sa biodiversité, le Brésil présente aussi de nombreuses espèces d'abeille Meliponini, dont plusieurs sont élevées pour la productions de miel dont les genres Tetragonisca, Scaptotrigona et Melipona.

## Histoire
Les premières abeilles européennes furent introduites en 1820 par le français
Sigismond Victor Vigneron de la Jousselandière. En 1839, le portugais Antonio Pinto Carneiro importa des colonies de Porto à Rio de Janeiro.
Plus tard, les immigrants allemands et italiens ont aussi introduit d'autres sous-espèces d' Apis mellifera   dans le pays. En 1956, Warwick Kerr introduisit les premières abeilles africaines.